# JY-8 레이더
JY-8은 중화인민공화국의 C밴드에서 작동하는 지상기반 3차원 레이더이다. 11개의 독립적인 수신 채널을 가지고 있으므로 고도를 500 미터의 정확도로 측정할 수 있다. JY-8은 독립형 시스템 또는 자동화 된 전술 방공 시스템 내의 주요 감시 센서로서 항공 감시, 표적 획득 및 차단 제어 레이더로 사용될 수 있다.

## 개요
이 시스템은 안테나 / 송수신기 대피 트레일러, 운영 /보고 대피 트럭, 정비 대피 트럭 및 견인 트럭의 네 가지 운송 가능한 유닛으로 구성된다. 전체 시스템은 1 시간 이내에 조립 또는 분해 될 수 있다.
JY-8A는 JY-8 시스템의 버전을 박탈한다. 이 레이다는 하나의 송신기만을 사용하므로 주파수 다이버 시티를 사용할 수 없다. 따라서 최대 범위가 크게 감소하고 높이 정확도가 낮아진다. 적층형 빔 안테나는 16 개의 전송 빔과 12 개의 독립적 인 수신 빔을 형성하여 정확성의 손실을 보완한다. 그러나 이 레이다는 구조가 가볍고 이동이 편리하다.

## 제원
|              | JY-8              | JY-8A             |
| ------------ | ----------------- | ----------------- |
| 탐지거리     | 350km             | 150km             |
| 주파수       | 365, 500 Hz       | 300 Hz            |
| 최대 출력    | 2x800kW           | 800kW             |
| 회전속도     | 분당 3회 혹은 6회 | 분당 3회 혹은 6회 |
| 평균고장간격 | 150시간           | 150시간           |
| 평균수리시간 | 30분              | 30분              |